# Esma Annemon Dil

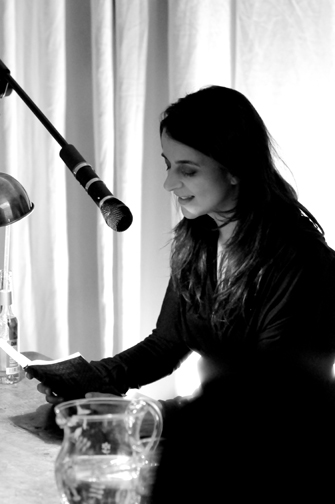
Esma Annemon Dil

Esma Annemon Dil (* 1974 in Köln) ist eine Journalistin und Designerin.

## Leben
Esma Annemon Dil absolvierte von 1994 bis 1998 das Studium beziehungsweise Promotionsstudium der Soziologie, Psychologie, Staats- und Völkerrecht in Augsburg, Paris und New York.
Vor und während ihres Studiums arbeitete sie als freie Journalistin, von 1999 bis 2001 beim Stern und in Entwicklungsredaktionen von Burda. Von 2002 bis 2006 war sie Features Editor bei Vogue.
Seit 2007 lebt sie in Los Angeles. Sie publiziert, kuratiert und co-editiert in Magazinen und Zeitungen  wie Vogue, Architectural Digest, GQ, Süddeutsche Zeitung, Vanity Fair, oder FAZ. Ihr Interview mit Anthony Bourdain und Iggy Pop gehört zu den meistgelesenen Beiträgen des britischen GQ. Im Juli 2009 erschien ihr Buch Foreign Affairs, eine Sammlung von Kurzgeschichten, die sie mit Co-Autorin Ariane Sommer veröffentlichte.
2010 gründete sie parallel ein Design-Studio in Los Angeles. Sie ist spezialisiert auf die kreative Gesamtkonzeption von Privathäusern und Geschäftsräumen. Dazu gehören die Gestaltung und Produktion von Textilien, Möbeln, Farbkonzepten, Wand- und Bodenbelägen. Seit 2012 ist sie zudem Teil des kollaborativen Architektur-Netzwerks 5by5 Architecture + Design mit Projekten in München, Südfrankreich, Ibiza, Zürich, London, Dubai und Los Angeles.

## Publikationen
- Esma Annemon Dil, Ariane Sommer: Foreign Affairs, Frankfurt am Main 2009, Weissbooks.w Verlag, ISBN 978-3-940888-45-7